# Culis monumentalibus
L'escultura urbana coneguda pel nom Culis monumentalibus, ubicada a la carrer Pelayo, enfront del teatre Campoamor, a la ciutat d'Oviedo, Principat d'Astúries, Espanya, és una de les més d'un centenar que adornen els carrers de l'esmentada ciutat espanyola.
El paisatge urbà d'aquesta ciutat, es veu adornat per obres escultòriques, generalment monuments commemoratius dedicats a personatges d'especial rellevància en un primer moment, i més purament artístiques des de finals del segle xx.
L'escultura, que porta el nom en llatí, feta a bronze embetumat en negre (la figura, que té quatre metres d'altura) i granit (el pedestal, que compta amb 80 centímetres d'altura), és obra de Eduardo Úrculo, i està datada 2001.
La idea d'instal·lar aquesta escultura està directament relacionada amb la iniciativa des de la dècada dels anys 90 del segle XX va posar en marxa l'equip de govern de l'Ajuntament d'Oviedo, amb la finalitat de crear un museu a l'aire lliure a la ciutat.
L'obra representa un cul de monumental proporció, que, sobre unes natges arrodonides, repetit per ambdues cares, està elevat sobre una peanya de granit.
El títol va ser pres per Úrculo a partir d'un article de Camilo José Cela, publicat a 1977, en el qual fa esment de la "passió" de Úrculo de pintar culs.
Ha estat una escultura que no ha deixat indiferent a ningú. Hi ha detractors de la instal·lació i també n'hi ha acèrrims defensors, arribant la polèmica dels conciutadans d'Oviedo a convertir-se en tema de tertúlies i de columnes d'opinió d'algun mitjà de comunicació.

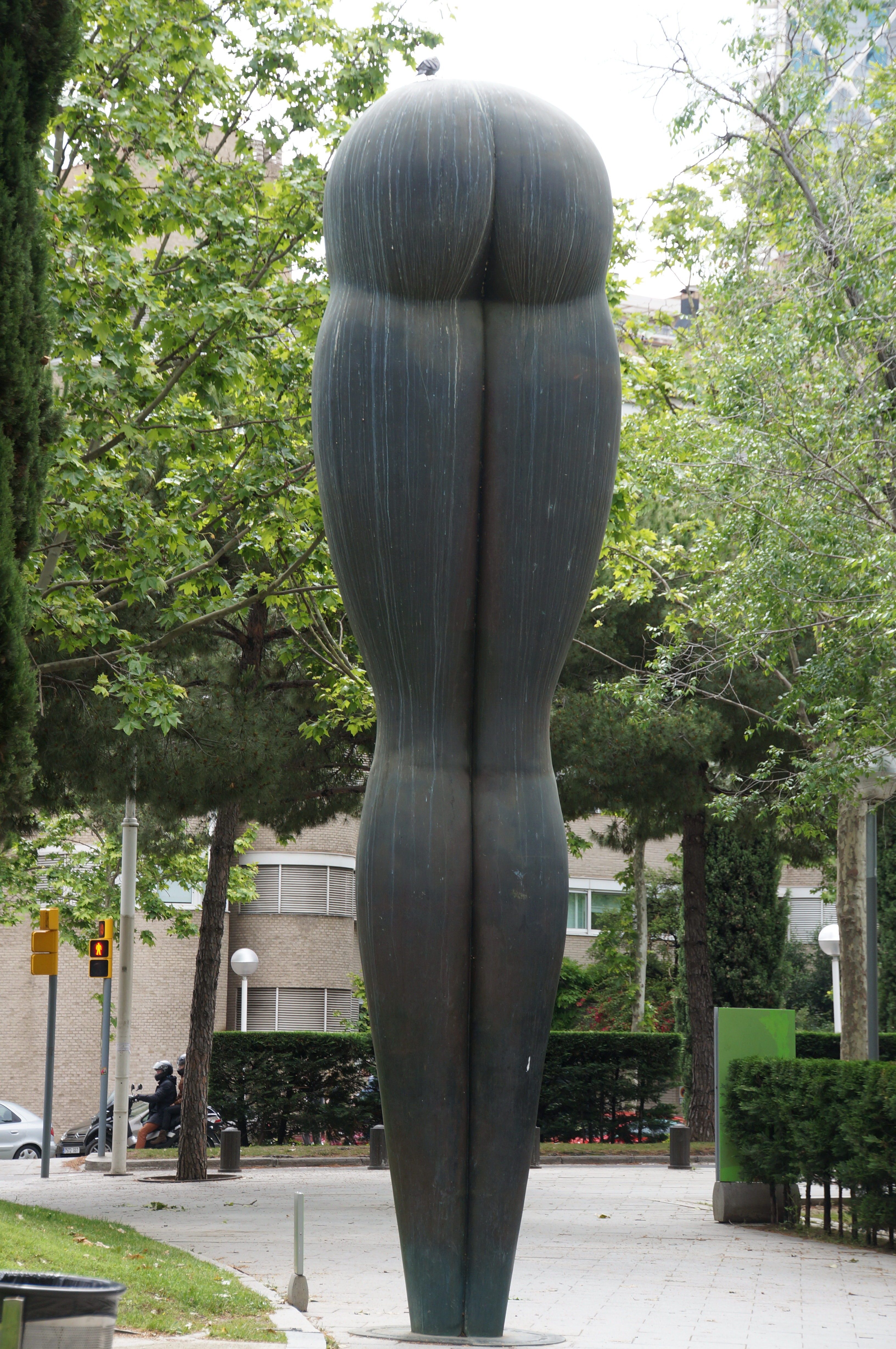
Monument al Cul. A Santiago Roldán. Barcelona

Un antecedent d'aquesta obra és el Monument al cul. A Santiago Roldán, obra també d'Urculo, situada a Barcelona el 1999, que ha estat considerada "germana" del Culis monumentalis i que té una forma semblant però molt més alta, incloent tota la llargada de les cames.